# Grupo Desportivo de Maputo
El Grupo Desportivo de Maputo es un club deportivo mozambiqueño, ubicado en Maputo, cuya principal modalidad deportiva es el fútbol.

## Historia
El Desportivo, como es popularmente conocido, fue fundado el 31 de mayo de 1921 como Grupo Desportivo de Lourenço Marques. Su nombre y emblema fueron cambiados en 1976, después de la independencia nacional. El club cuenta con secciones en otros deportes como atletismo, baloncesto, fútbol 5, hockey sobre patines y natación.

## Palmarés
- Moçambola: 8

1957, 1964, 1977, 1978, 1983, 1988, 1995, 2006.
- District Championship of Lourenço Marques: 12

1925, 1926, 1927, 1929, 1937, 1944, 1945, 1946, 1952, 1956, 1957, 1959.
- Cup of Mozambique: 2

1981, 2006.
- Supercopa de Mozambique: 1

2007
- Honour Cup of Maputo: 2

2007, 2008.

## Participación en competiciones de la CAF
| Temporada | Torneo                            | Ronda      | Club                 | Casa  | Visita | Global  |
| --------- | --------------------------------- | ---------- | -------------------- | ----- | ------ | ------- |
| 1979      | Copa Africana de Clubes Campeones | Preliminar | Matlama FC           | 3-2   | 0-1    | 3-3 (a) |
| 1982      | Recopa Africana                   | Preliminar | NPA                  | w.o.1 | w.o.1  | w.o.1   |
| 1982      | Recopa Africana                   | 1          | Arab Contractors SC  | 0-2   | 2-3    | 2-5     |
| 1984      | Copa Africana de Clubes Campeones | Preliminar | Manzini Wanderers    | 1-1   | 1-0    | 2-1     |
| 1984      | Copa Africana de Clubes Campeones | 1          | KCC                  | 2-3   | 1-6    | 3-9     |
| 1989      | Copa Africana de Clubes Campeones | 1          | Zimbabwe Saints      | 2-2   | 1-1    | 3-3 (a) |
| 1996      | Copa Africana de Clubes Campeones | 1          | Cape Town Spurs      | w.o.2 | w.o.2  | w.o.2   |
| 1996      | Copa Africana de Clubes Campeones | 2          | Zamalek SC           | w.o.3 | w.o.3  | w.o.3   |
| 2007      | Liga de Campeones de la CAF       | Preliminar | JS Saint-Pierroise   | w.o.4 | w.o.4  | w.o.4   |
| 2007      | Liga de Campeones de la CAF       | 1          | Mamelodi Sundowns FC | 1-1   | 0-2    | 1-3     |

1- NPA abandonó el torneo.

2- Cape Town Spurs abandonó el torneo.

3- Desportivo Maputo abandonó el torneo.

4- JS Saint-Pierroise abandonó el torneo.

## Jugadores

### Jugadores destacados
- Amade Chababe
- Calton Banze
- Dário
- Dominguês
- Tico-Tico
- Mário Coluna